# Ноглики
Но́глики (на руски: Ноглики) е селище от градски тип в Сахалинска област, Русия. Разположено е близо до източния бряг на о. Сахалин, на брега на р. Тим, на около 530 km северно от Южносахалинск. Административен център е на Ногликски градски окръг. Към 2016 г. има население от 9915 души.

## История
За произхода на името на селището се предполага, че е свързан с определен род нивхи на о. Сахалин – „Ноглан“. Оттук и русифицираната версия – „Ноглики“. Други предположения допускат възможността това всъщност да е хидроним на река Ноглики, която е десен приток на р. Имчин, която на свой ред се влива в р. Тим. Във всеки случай името произхожда от нивхите, които са наричали реката Ногли-нги, а лагерът им, който е бил разположен на мястото на днешното селище, се е казвал Ногл-во. Името на реката е свързано с многобройните нефтени петна в басейна ѝ и означава „миризлива река“.
Първите сведения за нефтените залежи в района на селището са получени към края на 19 век. Териториите на селището са окупирани от Япония от 21 април 1920 г. до 15 май 1925 г. През 1929 г. започва промишленото усвояване на нефтените залежи и Ноглики е официално основан. По времето на Втората световна война селището играе важна роля в доставянето на нефт на фронта. През 1960 г. получава статут на селище от градски тип.
През лятото на 1998 г. селището е сериозно застрашено от горски пожар. Населението е приготвено за евакуация, създават се доброволни пожарни отряди. Над Ноглики няколко дни се извисява смог, но пожарът е постепенно овладян. След няколко месеца завалява дъжд, който изгася по-голямата част от огъня в горите около селището.

## Население
| 1959   | 1970   | 1979   | 1989   | 2002   | 2009   | 2010   |
| ------ | ------ | ------ | ------ | ------ | ------ | ------ |
| 2197   | 5213   | 7130   | 11 546 | 10 729 | 10 768 | 10 231 |
| 2011   | 2012   | 2013   | 2014   | 2015   | 2016   |        |
| 10 233 | 10 204 | 10 109 | 10 127 | 9971   | 9915   |        |

## Климат
Климатът в Ноглики е субарткичен, с продължителна и студена зима и кратко и хладно лято.
| Климатични данни за Ноглики           | Климатични данни за Ноглики | Климатични данни за Ноглики | Климатични данни за Ноглики | Климатични данни за Ноглики | Климатични данни за Ноглики | Климатични данни за Ноглики | Климатични данни за Ноглики | Климатични данни за Ноглики | Климатични данни за Ноглики | Климатични данни за Ноглики | Климатични данни за Ноглики | Климатични данни за Ноглики | Климатични данни за Ноглики |
| Месеци                                | яну.                        | фев.                        | март                        | апр.                        | май                         | юни                         | юли                         | авг.                        | сеп.                        | окт.                        | ное.                        | дек.                        | Годишно                     |
| Абсолютни максимални температури (°C) | 0                           | 2                           | 7                           | 17                          | 28                          | 28                          | 28                          | 28                          | 27                          | 17                          | 7                           | 0                           | 28                          |
| Средни максимални температури (°C)    | −14                         | −12                         | −4                          | 3                           | 10                          | 14                          | 16                          | 18                          | 15                          | 7                           | −4                          | −12                         | 3                           |
| Средни температури (°C)               | −18,8                       | −16,5                       | −10,3                       | −2,1                        | 3,3                         | 8,9                         | 13,1                        | 14,4                        | 10,7                        | 3,1                         | −7,3                        | −15,8                       | −1,4                        |
| Средни минимални температури (°C)     | −22                         | −21                         | −15                         | −5                          | 0                           | 5                           | 7                           | 10                          | 6                           | 0                           | −11                         | −21                         | −5                          |
| Абсолютни минимални температури (°C)  | −38                         | −37                         | −30                         | −20                         | −7                          | −2                          | 0                           | 2                           | −3                          | −15                         | −26                         | −35                         | −38                         |
| Средни месечни валежи (mm)            | 36,6                        | 33                          | 44,6                        | 45,1                        | 63,2                        | 50,9                        | 65,5                        | 100,5                       | 94,8                        | 92,8                        | 51,5                        | 49,4                        | 728,1                       |
| ------------------------------------- | --------------------------- | --------------------------- | --------------------------- | --------------------------- | --------------------------- | --------------------------- | --------------------------- | --------------------------- | --------------------------- | --------------------------- | --------------------------- | --------------------------- | --------------------------- |
| Източник: Weatherbase                 |                             |                             |                             |                             |                             |                             |                             |                             |                             |                             |                             |                             |                             |

## Икономика
Основната част от икономиката е съставена от нефтодобива. Нефт се добива от платформи в Тихия океан, североизточно от селището. От 1999 г. насам функционира газова електроцентрала с мощност 48 MW. Има, също така, предприятия за дърводобив, риболов и строителни материали. Развито е и селското стопанство.

## Транспорт
Селището е последна жп станция на Сахалинската железопътна линия. До 2006 г. функционира товарна теснолинейка до град Оха. Тя е осъществявала и пътнически превози, които са преустановени през 1980 г.
През 2007 г. е открито летище, обслужващо нефтената промишленост в района, както и граждански полети.